# Pasaje de Porta (Barcelona)
El pasaje de Porta, está ubicado en el barrio barcelonés de Nou Barris. Recibe este nombra ya que es una travesía de la calle Porta. Tiene una longitud aproximada de 300 metros.